# فنجا
روستای  فنجا  نام روستایی در کشور پادشاهی عمان است. 
این روستا از توابع شهرستان رستاق (به عربی:  ولایة الرستاق )       یکی از شهرستانهای استان باطنه در کشور پادشاهی عمان است.
جغرافیای طبیعی  فنجا  بدلیل وجود زنجیره کوه حجر بر فراز «روستای فنجا»، این روستا یکی از روستاههای زیبا منطقه می‌باشد . دارای چشمه‌ها و قناتهای متعددی است وشبهای بسیار زیبا وخنکی دارد، در قسمت جنوبی روستا قلعه‌ای وجود دارد که تاریخش به دوران حکم «آلجلندی» بر می‌گردد. 
 فنجا  از لحاظ موقعیت جغرافیایی در ۳۶ درجه و ۲۹ دقیقه عرض شمالی و۵۱ درجه و ۶ دقیقه طول شرقی واقع شده‌است . فنجا منطقه‌ای کوهستانی با وسعتی در حدود ۵۰۰ کیلومتر مربع، در غرب استان باطنه واقع شده‌است. روستایی کوهستانی محصور بین دره فنجا وکوه حجر محدود می‌شود که حد فاصل دو واحد متمایز را منطقه‌ای با جنگل‌های انبوه و سر سبز در بر می‌گیرد . 

## جمعیت
جمعیتش در حدود ۶۵۰ نفر می‌باشد، مردم این روستا از راه کشاورزی و دامداری گذران زندگی می‌کنند. همچنین از کوههای اطراف هیزم جمع می‌کنند و زغال تهیه می‌کنند، باضافه زغال هیزم نیز می‌فروشند.